# Victor Klee
Victor LaRue Klee (* 18. September 1925 in San Francisco; † 17. August 2007 in Lakewood, Ohio) war ein US-amerikanischer Mathematiker.

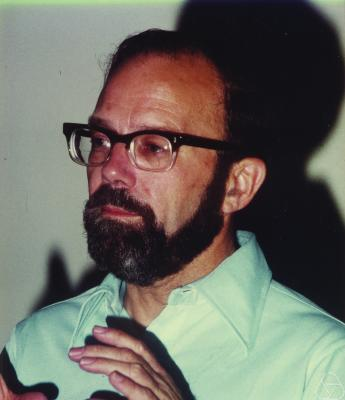
Victor Klee auf der Jahrestagung des DMV 1980 in Dortmund

## Leben
Klee studierte Mathematik und Chemie am Pomona College (Bachelorabschluss 1945) und promovierte 1949 in Mathematik bei Edward McShane an der University of Virginia  (Convex Sets in linear spaces), wo er ab 1947 Instructor und 1949 bis 1953 Assistant Professor war. Ab 1953 war er Assistant Professor, 1954 Associate Professor und ab 1957 Professor für Mathematik an der University of Washington. Seit 1974 war er dort gleichzeitig Adjunct Professor für Informatik und 1976 bis 1984 Professor für Angewandte Mathematik. Seit 1998 war er Professor Emeritus. Er war Gastprofessor an der University of Western Australia (1979), der University of Colorado (1971), der UCLA (1955/56) und der University of Victoria (1975). 1972 war er Berater am Thomas J. Watson Research Center von IBM, 1966 bis 1970 Berater der Rand Corporation, 1968 bis 1972 von DuPont und 1963 bis 1969 von Boeing. 1958 bis 1960 war er an der Universität Kopenhagen (als Sloan Research Fellow und Fellow des National Research Council) und 1992 als Fulbright-Stipendiat an der Universität Trier. 1951/52 war er am Institute for Advanced Study.
Klee war 1980/81 Guggenheim Fellow (an der Universität Erlangen-Nürnberg) und 1956 bis 1959 Sloan Research Fellow. 1972 erhielt er den Lester Randolph Ford Award und 1980  und 1999  den Carl B. Allendoerfer Award der Mathematical Association of America, deren Präsident er 1971 bis 1973 war. 1977 erhielt er deren Distinguished Service Award. Er war im Rat der SIAM (1966 bis 1968) und der American Mathematical Society (1964 bis 1966 und 1969 bis 1971). 1992 erhielt er den Max-Planck-Forschungspreis und 1980/81 war er Preisträger der Alexander-von-Humboldt-Stiftung. Er war Mitglied der American Academy of Arts and Sciences (1997) und der American Association for the Advancement of Science. Klee war Ehrendoktor der Universitäten von Trier (1995), Lüttich  (1984) und des Pomona College (1965). 1974 war er Invited Lecturer auf dem Internationalen Mathematikerkongress in Vancouver (Convex polyhedra and mathematical programming) und 1962 in Stockholm (The generation of affine hulls). 
Er war verheiratet und hatte drei Töchter.

## Werk
Klee befasste sich mit vielen Gebieten der Mathematik wie Funktionalanalysis, Theorie der  Konvexität, Optimierungstheorie, Algorithmentheorie, Kombinatorik, Graphentheorie und Geometrie. In den 1960er Jahren leistete er wichtige Beiträge zur Theorie der konvexen Polyeder. Er wandte seine Untersuchungen konvexer Polytope auf die Lineare Programmierung an und zeigte mit George Minty (unter Verwendung von Klee-Minty-Polytopen und Klee-Minty-Würfeln), dass die Lösung einiger Probleme mit dem Simplex-Verfahren exponentiellen Rechenaufwand (statt polynomial mit der Größe des Problems zu wachsen) erfordert, obwohl die Methode in der Praxis meist schneller zum Ziel gelangt. Klee zeigte (unter Verwendung von speziellen Polyedern, Kleetopen), dass in jeder Dimension Polyeder ohne Hamiltonsche Wege (die alle Ecken genau einmal durchlaufen) existieren.
Von Klee stammt das Problem der minimalen Anzahl von Wachen in einem Museum, modelliert als ebenes Polygon mit n Seiten (Art Gallery Theorems, Problem der Museumswächter). Beweise für die von Klee vermutete minimale Anzahl (der zu n/3 nächstkleineren natürlichen Zahl) stammen von Vašek Chvátal (1973) und Steve Fisk.
Klee arbeitete auch an der Monographie von Branko Grünbaum, eines Kollegen an der University of Washington, über konvexe Polytope mit. Er veröffentlichte über 245 wissenschaftliche Aufsätze und hatte 36 Doktoranden (davon 34 in Mathematik), unter anderem Bernd Sturmfels und Robert Phelps. 
Im American Mathematical Monthly betreute er viele Jahre eine Kolumne über ungelöste Probleme.

## Schriften
- mit Stan Wagon: Old and New Unsolved Problems in Plane Geometry and Number Theory, Mathematical Association of America (MAA) 1991
- Herausgeber: Convexity, University of Washington 1961, American Mathematical Society 1963
- Herausgeber mit Richard Brualdi, Schmuel Friedland: Combinatorial and graph theoretical problems in linear algebra, Springer 1993
- What is a convex set ?, American Mathematical Monthly, Band 78, 1971, S. 616 (erhielt den Lester Randolph Ford Award)

## Verweise
1. ↑  Past Fellows 1956. Alfred P. Sloan Foundation, archiviert vom Original (nicht mehr online verfügbar) am 14. März 2018; abgerufen am 2. Juni 2019.
2. ↑  für den Aufsatz What is a convex set?, American Mathematical Monthly, Bd. 78, 1971, S. 616–631
3. ↑  für Some Unsolved Problems in Plane Geometry, Mathematics Magazine, Bd. 52, 1979, S. 131–145
4. ↑  für Klee, John R. Reay Surprising but easily proved geometric decomposition theorem, Mathematics Magazine, Bd. 71 (1998)
5. ↑  Das Problem und seine Lösung durch Chvatál ist in Aigner, Ziegler Proofs from the Book, Springer Verlag, behandelt.

| Personendaten    | Personendaten                  |
| ---------------- | ------------------------------ |
| NAME             | Klee, Victor                   |
| ALTERNATIVNAMEN  | LaRue Klee, Victor             |
| KURZBESCHREIBUNG | US-amerikanischer Mathematiker |
| GEBURTSDATUM     | 18. September 1925             |
| GEBURTSORT       | San Francisco                  |
| STERBEDATUM      | 17. August 2007                |
| STERBEORT        | Lakewood, Ohio                 |